# Iordanis Konstantinidis
Iordanis Konstantinidis (* 10. Juni 1998 in Heidenheim an der Brenz; alternative Schreibweise Jordanis Konstantinidis) ist ein deutscher Taekwondoin.

## Sportliche Laufbahn

### Junioren
Konstantinidis begann im Alter von sieben Jahren mit dem Training der koreanischen Kampfkunst Taekwondo, nachdem er durch Kampfkunstfilme auf den Sport aufmerksam geworden war. Er trainierte zunächst beim U-Chong Taekwondo Kwan der TSG Schnaitheim 1874 e.V. in Heidenheim, danach gemeinsam mit Ela Aydin in Dachau, bevor beide an den Stützpunkt der Nationalmannschaft in Nürnberg wechselten. Seinen ersten kontinentalen Wettkampf bestritt er bei den Junioren-Europameisterschaften 2013 in Porto.
In den folgenden Jahren nahm Konstantinidis an internationalen Wettkämpfen der G-Rangliste sowie an den Taekwondo-Weltmeisterschaften der Junioren 2014 und den U21-Europameisterschaften 2015 teil. Im Kadetten- und Juniorenbereich wurde er insgesamt sieben Mal deutscher Meister, zweimal Vizemeister und einmal Bronzemedaillengewinner.
2015 gewann er seine erste Medaille auf internationaler Ebene, eine Bronzemedaille bei den Junioren-Europameisterschaften in Daugavpils. Im Jahr 2017 gewann Konstantinidis eine weitere Bronzemedaille bei den U21-Europameisterschaften in Sofia.

### Senioren
Konstantinidis startet seit 2017 bei den Senioren und nahm im selben Jahr an den Weltmeisterschaften in Muju teil. Im darauffolgenden Jahr gewann er eine Silbermedaille bei den Multi European Games in Plodiw.
Bei den Weltmeisterschaften 2019 in Manchester besiegte er den dominikanischen Athleten Bernardo Pié im Viertelfinale mit 12 zu 9 und verlor im Halbfinale gegen den Chinesen Zhao Shuai mit 8 zu 10, sodass er eine Bronzemedaille in der Klasse bis 63 kg der Männer (Bantamgewicht) gewann.
Konstantinidis nahm an den Europameisterschaften 2021 und 2022 teil. Im Jahr 2022 gewann er die Goldmedaille bei den Multi European Games in Sofia. Konstantinidis nahm weiterhin 2023 an den Weltmeisterschaften in Baku teil. Seine jüngste internationale Medaille – Bronze – gewann er 2023 bei den Albanian Open in Tirana.

## Werdegang
Konstantinidis ist als Mitglied der Sportfördergruppe der Bundeswehr Sportsoldat.